# جوانا ميرلين
جوانا ميرلين (بالإنجليزية: Joanna Merlin)‏ (و. 1931 – 2023 م) هي ممثلة تلفزيونية، وممثلة أفلام، ومدير توزيع أدوار، وممثلة مسرحية أمريكية، ولدت في شيكاغو، بدأت مشوارها المهني سنة 1956، توفيت في لوس أنجلوس، عن عمر يناهز 92 عاماً.

## التعليم
تعلمت في جامعة كاليفورنيا، لوس أنجلوس.

## وصلات خارجية
- جوانا ميرلين في قاعدة بيانات الأفلام على الإنترنت
- جوانا ميرلين  على موقع أول موفي